# La empática (Star Trek: La serie original)
La empática es el duodécimo episodio de la tercera temporada de Star Trek: La serie original, fue transmitido por primera vez el 6 de diciembre de 1968. Fue el episodio número 67 en ser transmitido y el número 63 en ser producido, fue escrito por Joyce Muskat y dirigido por John Erman. 
En la versión Bluray el título de este episodio en el audio en español es dado como La taumaturga.
Resumen: Mientras se encuentran visitando un planeta condenado, la partida de desembarco es sometida a terribles experimentos por parte de poderosos alienígenas.

## Trama
En la fecha estelar 5121.5, la nave estelar USS Enterprise arriba a Minara II para recoger a un equipo de investigadores científicos. La misión es crucial dado que la estrella de Minara está cercana en convertirse en supernova. El capitán Kirk, McCoy y Spock se teletransportan a la superficie del planeta para localizar al equipo de investigación mientras el Enterprise espera en órbita. La partida de desembarco encuentra el campamento de los investigadores abandonado y sin ocupantes.
Mientras tanto en órbita, el Enterprise es bombardeado por una intensa radiación solar lo que causa fallos en los instrumentos, y amenaza las vidas de la tripulación. Scott ordena que la nave abandone la órbita mientras la partida de desembarco continúa la búsqueda de los científicos desaparecidos en el planeta.
A medida que la búsqueda se desarrolla, la partida es repentinamente teletransportada a una cámara subterránea, donde encuentran a una joven mujer yaciendo en una plataforma elevada. La mujer despierta y descubren que es muda y que todos los intentos por comunicarse verbalmente fracasan. McCoy llama a la misteriosa mujer Gem.
Pronto, aparecen dos extraños vestidos con ropas plateadas y que se identifican como Vianos. Kirk se aproxima a los seres pero ellos lo repelen con un campo de fuerza. Kirk es herido y dejado inconsciente en el suelo. La silenciosa Gem se apresura al lado de Kirk y usa su poder mental para absorber las heridas de Kirk, traspasándolas a su propio cuerpo para luego disiparlas, curando en forma instantánea a Kirk y revelando que es una poderosa émpata. Los vianos abandonan la cámara para preparar nuevos experimentos con sus nuevas víctimas.
Spock aprovecha la oportunidad para explorar su prisión y buscar una forma de escapar. Localiza un área cercana con sofisticada maquinaria y bancos de ordenadores. Junto con los equipos hay varios cilindros de vidrio, dos de los cuales contienen cadáveres congelados en horribles posturas. Letreros sobre los cilindros identifican a sus ocupantes como los sujetos de pruebas Linke y Ozaba, los científicos perdidos. Al lado de estos dos cilindros se encuentran otros tres cilindros vacíos con letreros sobre ellos con los nombres de: McCoy, Spock y Kirk.
Los vianos aparecen nuevamente, y explican, respecto a Linke y Ozaba, que sus propios temores los mataron, y exigen que un miembro de la partida se ofrezca como voluntario para someterse a sus pruebas. Kirk se ofrece como voluntario con la condición de que Spock y McCoy sean liberados. Los vianos están de acuerdo, pero solo transportan a Spock, McCoy y a Gem a otra habitación, para posteriormente someter a Kirk a tortura física. Al terminar con Kirk lo envían a la primera cámara donde Gem cura sus heridas. Kirk ha sido herido tan seriamente que Gem utiliza casi todo su poder al sanarlo, y se desvanece por el esfuerzo realizado. Dado que Gem se traspasa las heridas de otros para poder sanarlos, Kirk y McCoy se preocupan de que ella se puede herir gravemente o matarse si sobrepasa sus fuerzas. McCoy dice que su propio instinto de autoconservación debería evitar ese peligro.
No satisfechos con los resultados del experimento, los vianos regresan y exigen otro sujeto de pruebas, haciendo que Kirk escoja entre McCoy y Spock. Ellos incluso ayudan a Kirk explicándole que existe un 87% de posibilidades de que McCoy muera y un 93% de posibilidades de que Spock sufra un daño cerebral que provoque locura permanente. Cuando Kirk está pensando qué hacer, McCoy lo seda, con la intención de ofrecerse como voluntario. Spock, ahora al mando debido a que Kirk está inconsciente, también quiere ofrecerse como voluntario, pero McCoy también lo seda. Posteriormente, Spock hace ajustes a un aparato de teletransportación robado previamente a los vianos. Aunque Spock sugiere regresar a la superficie del planeta, Gem levanta el tricorder médico de McCoy y Kirk dice: La mejor defensa es una buena ofensiva, e intento comenzarla ahora y se transportan a la cámara médica de los vianos, encontrando a McCoy casi muerto.
Regresan a la primera cámara donde Gem descansa. Ella aún está débil y temerosa. Kirk especula que puede persuadirla para que estabilice a McCoy, en ese momento aparecen los vianos y atrapan a Kirk y a Spock en un campo de fuerza para impedirles interferir. Finalmente, Gem supera su temor y trata de ayudar a McCoy, luchando dolorosamente con lo que queda de su poder para aliviar el sufrimiento de McCoy. Kirk furiosamente exige una explicación por las torturas a las que están siendo sometidos. 
Los vianos le explican que no están probando a la partida de desembarco sino que realmente están probando a Gem. Dicen que tienen la habilidad para salvar sólo a una de las razas que viven en su sistema del inminente desastre que causará la supernova. Quieren saber si la raza de Gem vale el esfuerzo del rescate. Si ella aprende a valorar las vidas de otros sobre la propia, considerarán a su raza digna del esfuerzo. Pero si no, los vianos salvarán a la otra raza que está destinada a la destrucción.
Los alienígenas continúan observando a Gem a medida que ésta se vuelve más débil, sacrificando el resto de su energía vital para salvar la vida de McCoy, pero alejándose de él para descansar. Esto lleva a los vianos a determinar que no está dispuesta a dar su vida por otra persona, y que su pueblo será escogido para dejarlo morir. Exigen que la prueba proceda a su total cumplimiento, presumiblemente ya sea la muerte de Gem o de McCoy. Gem regresa donde McCoy se encuentra, pero consciente de que el esfuerzo le costará su propia vida, McCoy se aleja. Demasiado débil para regresar, ella cae al suelo.
Mientras tanto, Spock observa que la energía del campo de fuerza aumenta con las emociones fuertes. Logra liberarse y dominar a los alienígenas. Kirk confisca los aparatos usados para controlar los campos de fuerza.
Los vianos observan cómo Spock explica que dado que Gem ya ha ofrecido su vida, ella ha ganado el derecho a la supervivencia de su planeta. Además, la vida de McCoy no sólo puede ser salvada por Gem sino que también por los vianos ya que éstos poseen la tecnología necesaria para salvarle. Pero los vianos rehúsan, diciendo que la ofrenda de la vida de Gem no es suficiente. Kirk acusa a los alienígenas de carecer justamente de una cosa que Gem ya ha demostrado poseer, y que ellos estaban buscando en ella: compasión. Kirk incluso les devuelve los dispositivos a los vianos, y les dice: Si la muerte es todo lo que comprende, entonces aquí hay cuatro vidas que pueden tomar. Los alienígenas consideran su comportamiento y determinan que las palabras de Kirk tienen mérito. Por tanto sanan a Gem y a McCoy y están de acuerdo en que la gente de Gem es la que salvarán. Esto, además de Gem, se van teletransportándose, y Kirk y sus compañeros vuelven al Enterprise. Kirk reflexiona sobre el oportuno encuentro con Gem, y Scott habla acerca de ella en términos de la parábola bíblica de la Perla de Gran Precio.

## Remasterización por el aniversario de los 40 años
Este episodio fue remasterizado en el año 2006 y transmitido el 26 de julio de 2008 como parte de la remasterización por el aniversario de los 40 años de la serie original. Fue precedido una semana antes por la versión remasterizada de Espectros y seguido una semana más tarde por la versión remasterizada de La intrusa traidora. Además del audio y video remasterizado, y todas las animaciones de la USS Enterprise realizadas por CGI que es el estándar de todas las revisiones, los cambios específicos para este episodio son:
- Se presenta al planeta de una forma más real, con una superficie extremadamente escarpada y seca.
- Las tormentas solares del sol también fueron hechas más reales, con el brillo amortiguado para mostrar la actividad.
- Durante las secuencias de sanación de Gem, las tomas de transición de las heridas en su cara y muñecas se fusionan más suavemente.